# Большой Арарат
Большо́й Арара́т (арм. Մեծ Արարատ, Մասիս,  тур. Ağrı Dağı) — стратовулкан, расположенный на территории Турции, на Армянском нагорье, один из конусов вулканического массива Арарат. Высота конуса над уровнем моря составляет 5165 метров, расстояние от подножия до вершины — 4365 метров. Расстояние до соседнего конуса (Малый Арарат) — 11 км.
Первое восхождение совершено 27 сентября (9 октября) 1829 года группой в составе: Иоганн Фридрих Паррот, Хачатур Абовян, Алексей Здоровенко, Матвей Чалпанов, Ованнес Айвазян, Мурад Погосян.

## Галерея

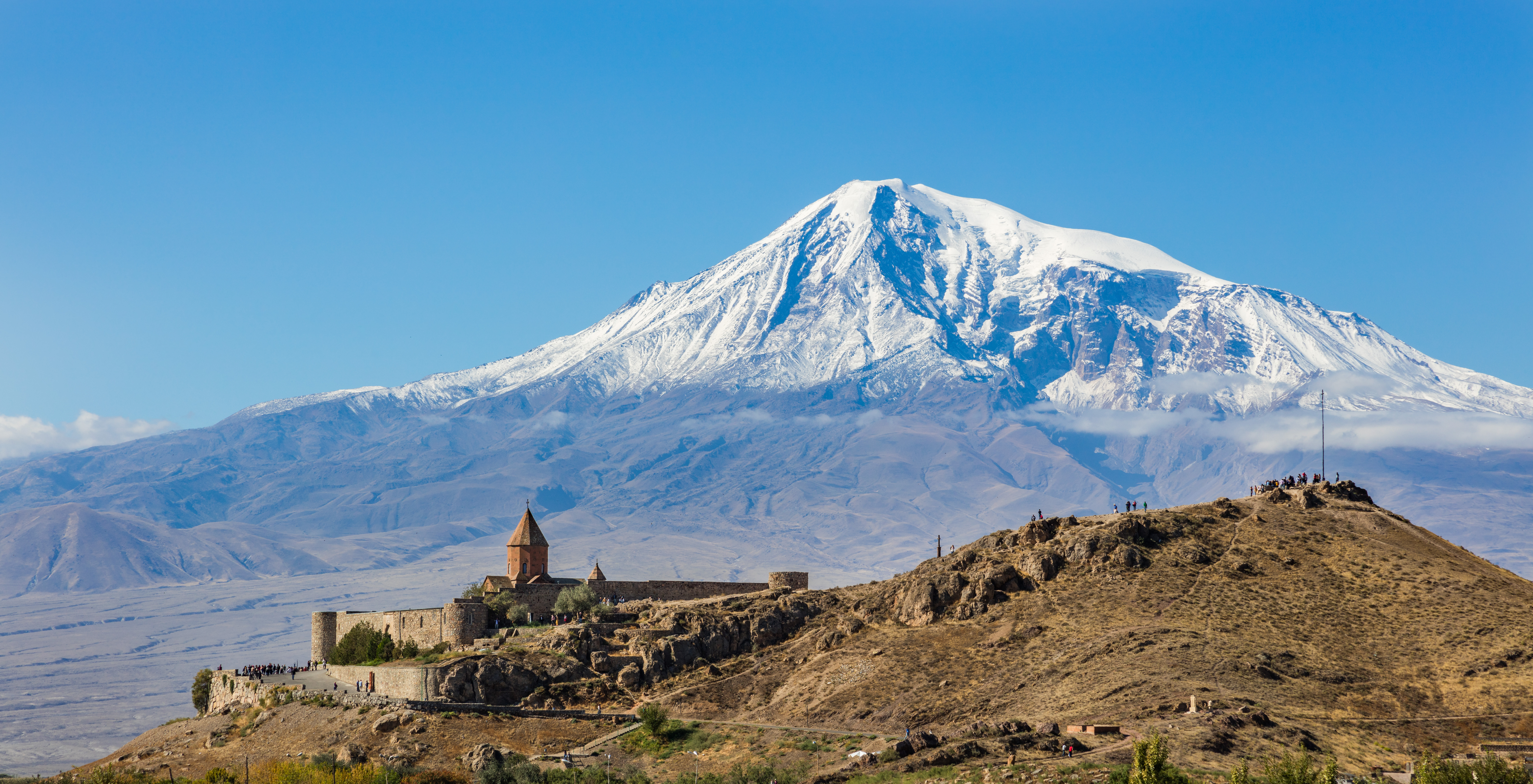
Вид на Арарат и монастырь Хор Вирап впереди, Армения
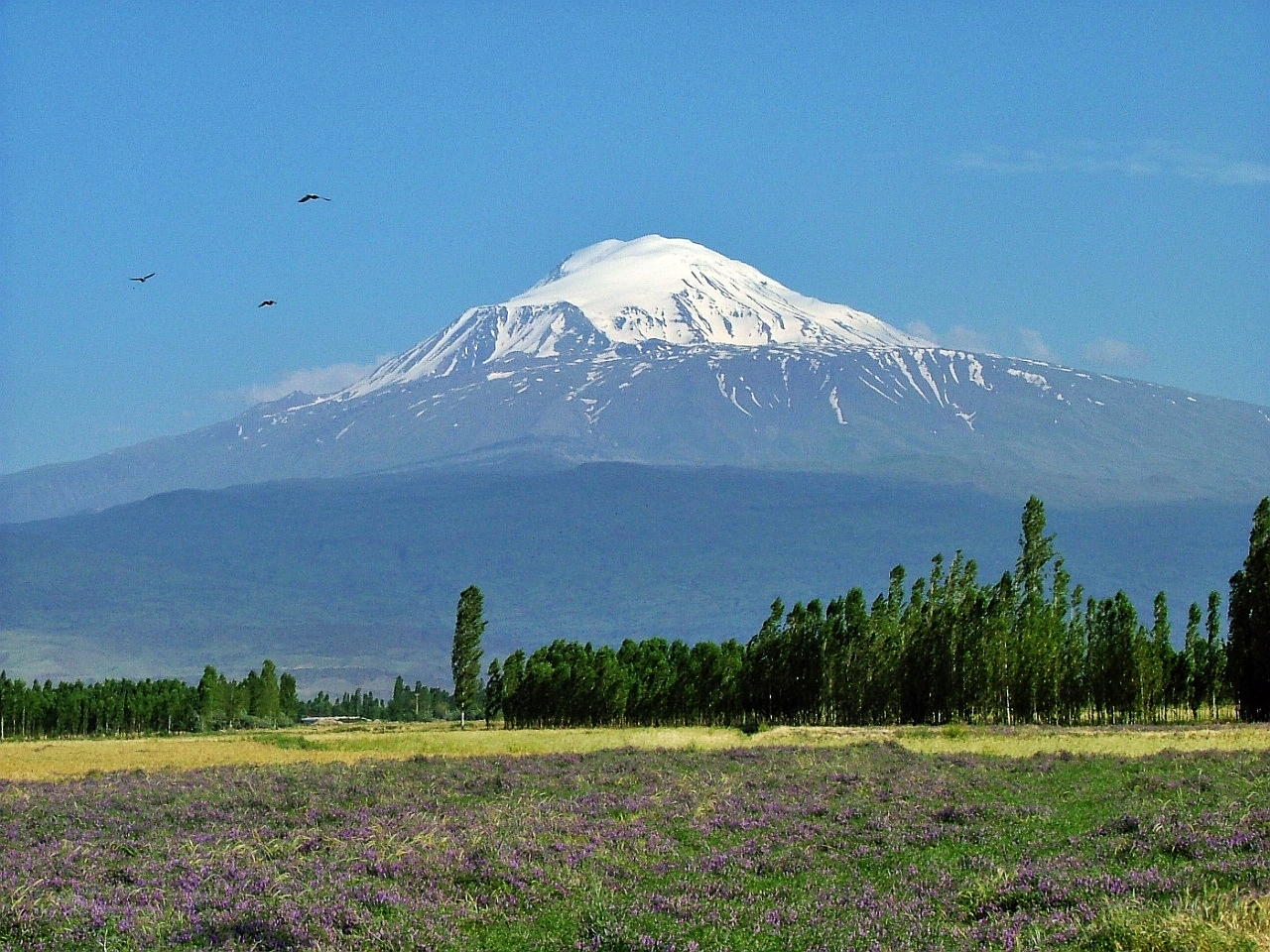
Вид на Арарат из Ыгдыра, Турция
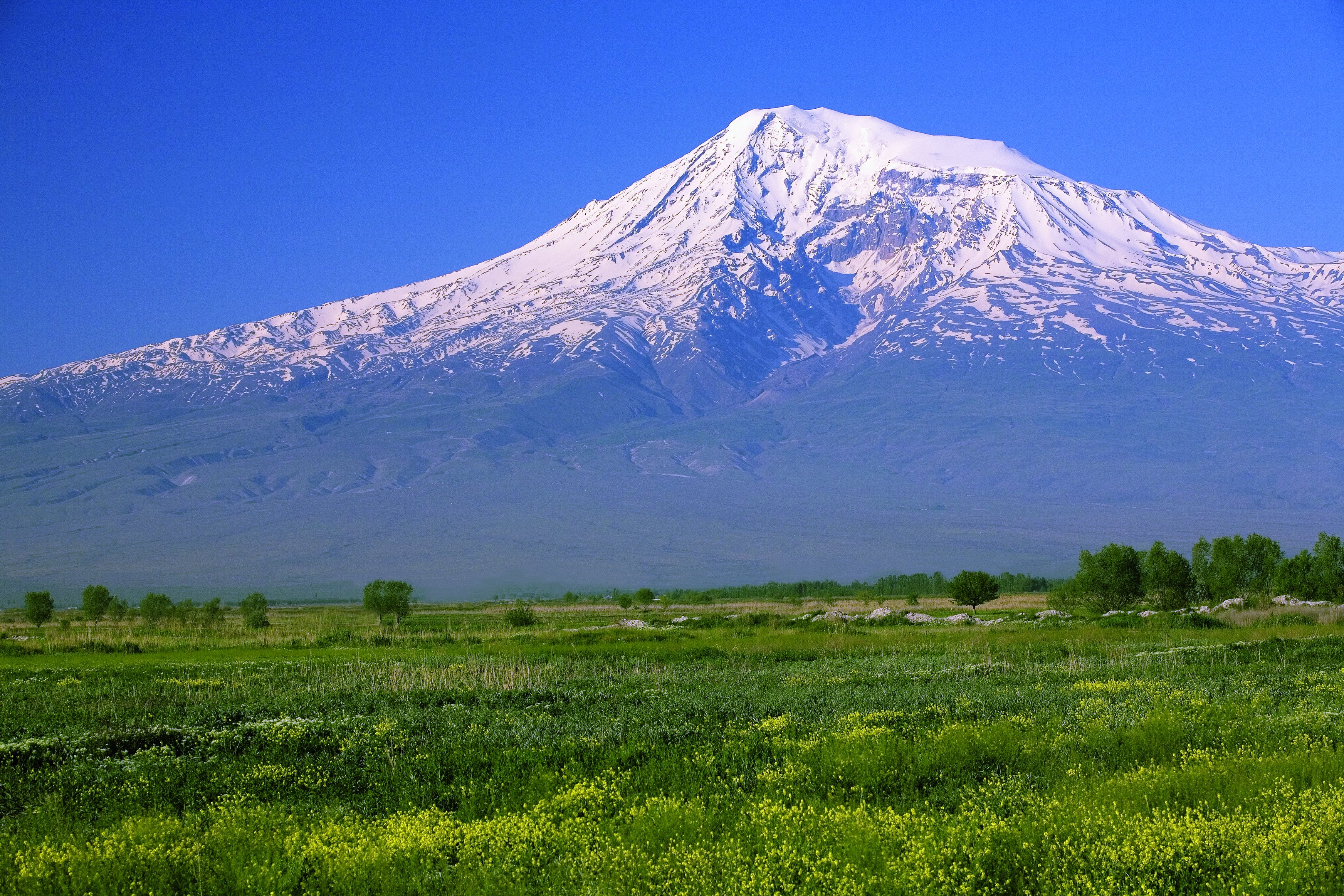
Вид со стороны Араратской равнины